# Спаський Камінь
Спа́ський Ка́мінь (інші назви — Чортів Камінь, Соколів Камінь, Сокольський Камінь, Камінь Сокіл) — геологічна пам'ятка природи місцевого значення в Україні. Група скель. 
Розташована на південь від села Спас (Старосамбірський район, Львівська область), на лісистому пагорбі, неподалік від річки Дністер. 
Площа природоохоронної території 5,5 га, статус — з 1984 року (під назвою «Скеля «Соколів Камінь» — останець Ямненського пісковика»). Статус надано з метою збереження цікавого геологічного об'єкта — останців Ямненських пісковиків. 
Скелі виникли внаслідок відділення порівняно твердих пісковиків від м'яких скельних шарів через ерозію (руйнування гірських порід під впливом вітру, води, зміни температури). Спаський камінь — це, насправді, не один, а три камені-останці; висота найвищого сягає 24 метрів.

## Фотографії

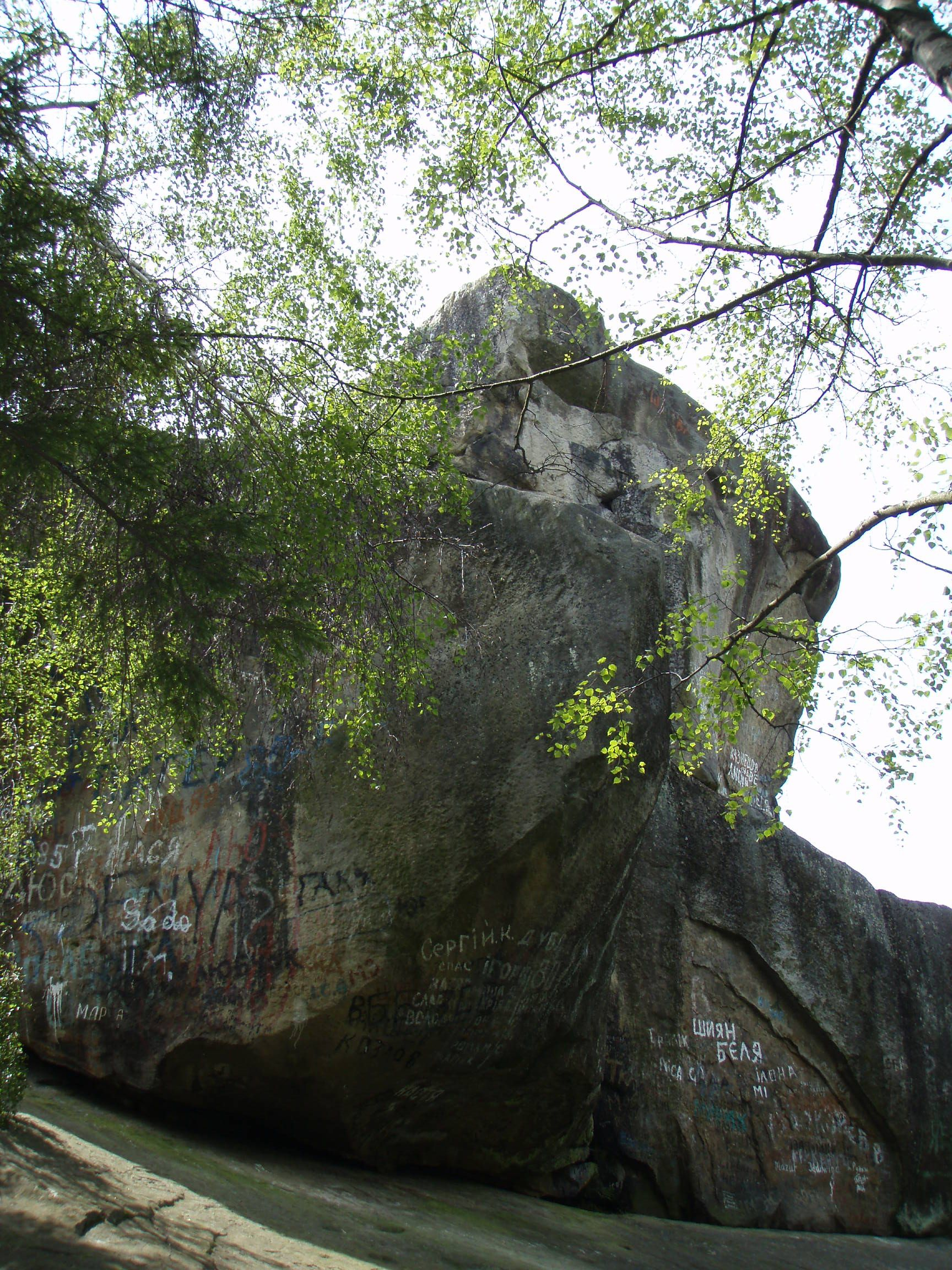
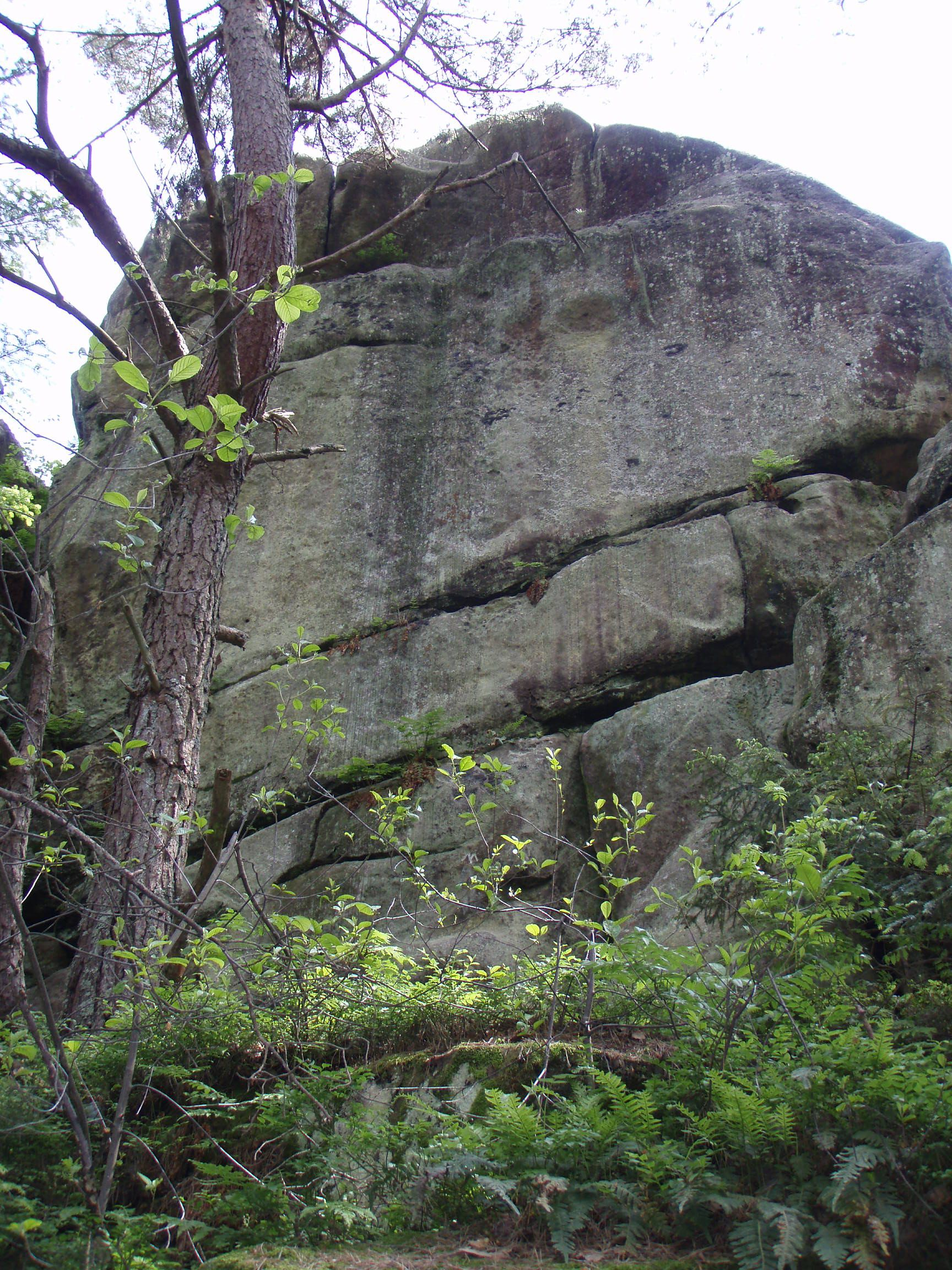
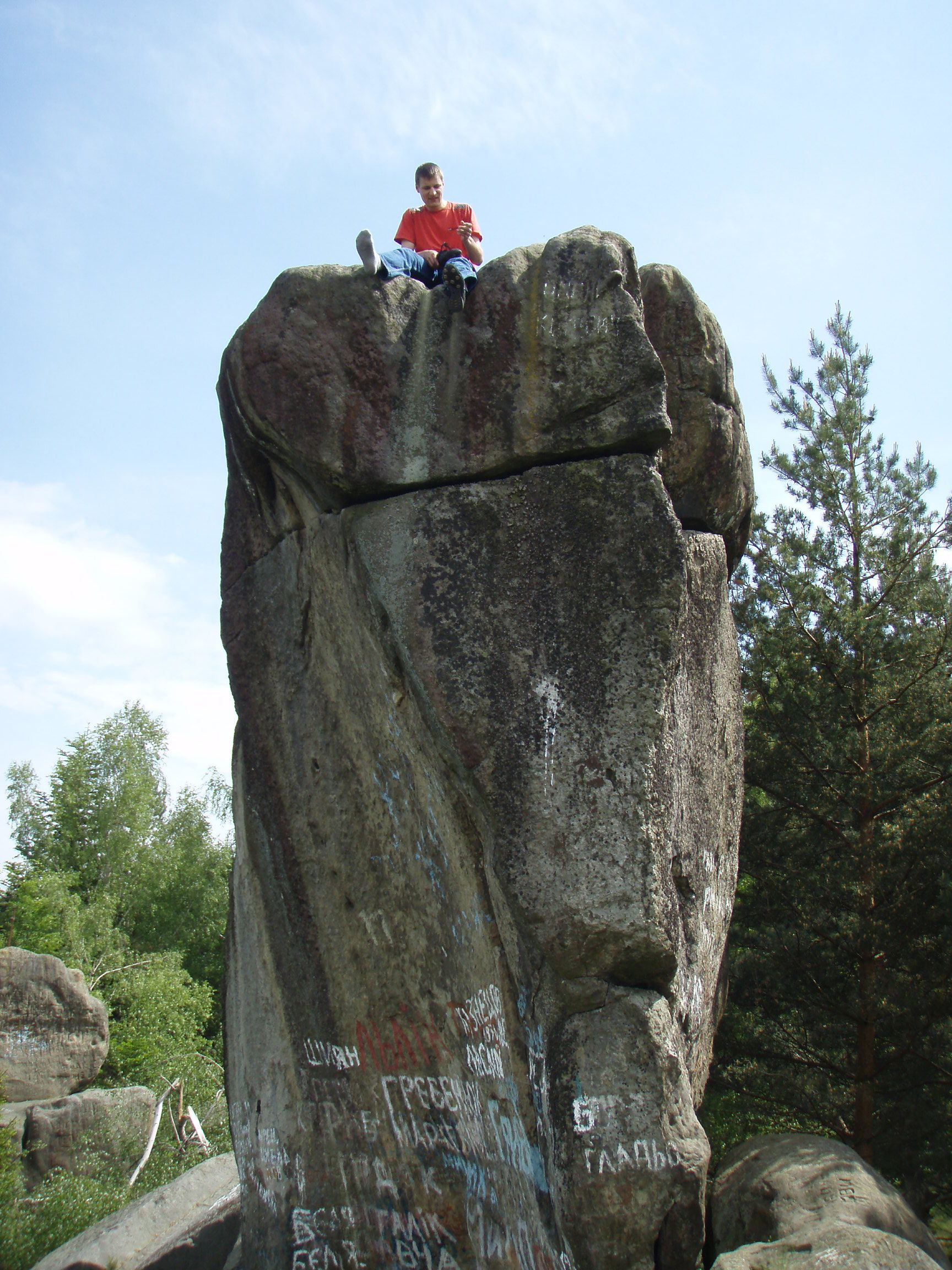
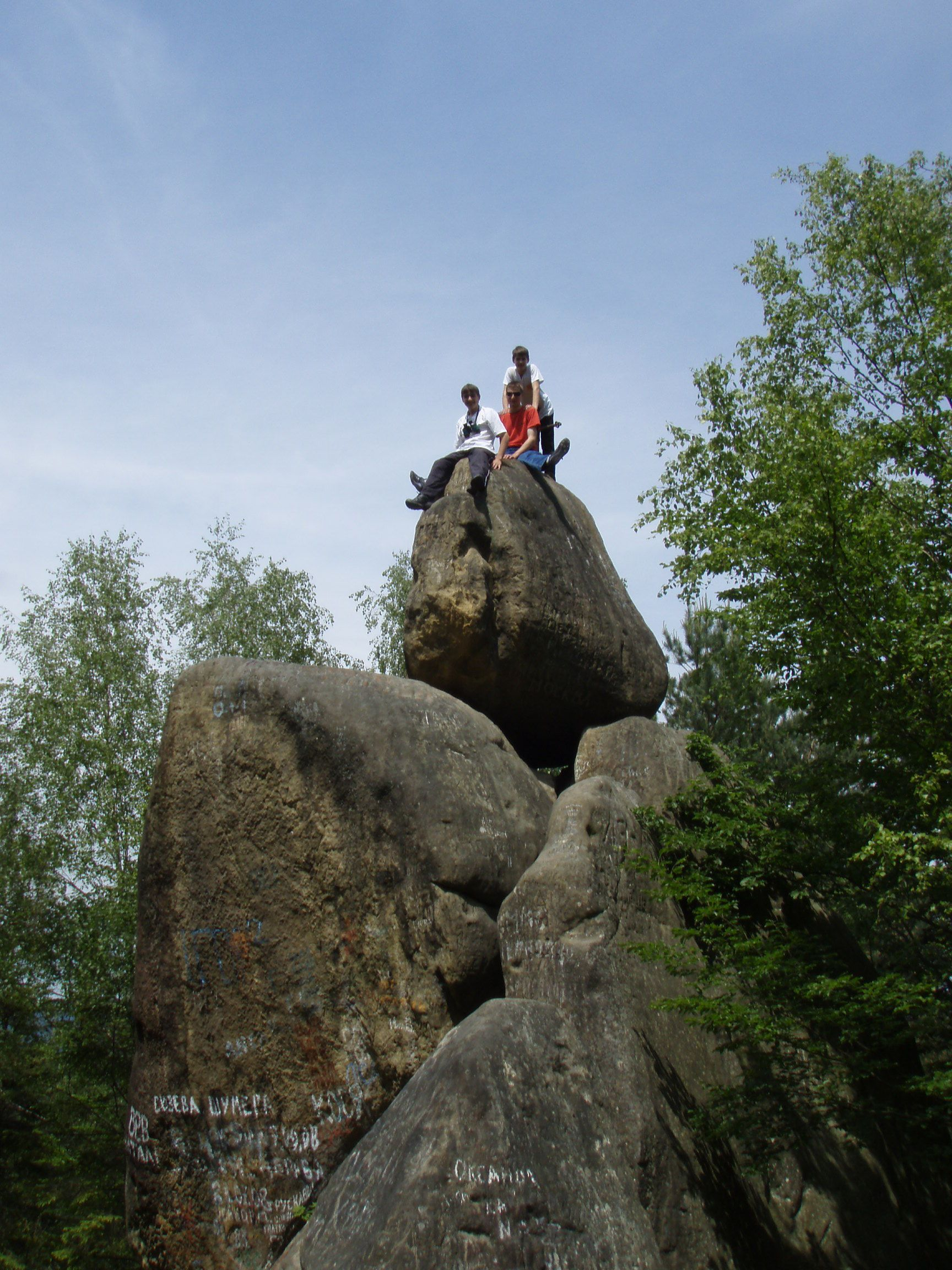

## Легенда про «Чортів камінь»
За легендою, колись тут мешкали добрі і мирні люди, що завжди допомагали одне одному. А сприяли цьому монахи з поблизького монастиря. Це, звичайно, не сподобалось чортові, і він вирішив знищити монастир і село з ненависною для чорта назвою — Спас. Для цього нечистий знайшов у далекій країні камінь та поніс до села Спас. Тієї ночі в монастирі одному монахові приснився пророчий сон, і він почав ревно молитись, щоб відвернути біду. Це допомогло: коли чорт був поблизу села, настав світанок і заспівали півні. Чорт, втративши силу, кинув камінь і втік далеко у Карпати. Відтоді камінь залишився стояти на околиці села Спас.